# ひとみ座
ひとみ座（ひとみざ）は、神奈川県川崎市中原区井田にある、1948年創立の日本の人形劇団である。代表者は中村孝男。

## 概要
著名な作品としては、NHK総合テレビジョンで、1964年から放送された連続人形劇『ひょっこりひょうたん島』がある。
「乙女文楽」と称して、神奈川県に伝わる三人遣いの相模人形芝居から派生した乙女（女性）によって演じられる一人遣いの人形浄瑠璃も手がけている。

## アクセス
- 南武線武蔵新城駅または、東急東横線元住吉駅より川崎市営バス「井田営業所前」下車